# كويزي لامع
كويزي لامع (الاسم العلمي: Cantharellus splendens) هو نوع من الفطريات يتبع جنس الكويزي من فصيلة الكويزية.